# Sandra Drabik
Sandra Drabik est une boxeuse polonaise née le 13 août 1988.

## Carrière
Sa carrière amateur est principalement marquée par deux médailles d'argent remportées aux championnats d'Europe de Rotterdam en 2011 et aux Jeux européens de Bakou en 2015 dans la catégorie poids mouches.

## Palmarès

### Championnats d'Europe de boxe amateur
- Médaille d'argent en -51 kg en 2011 à Rotterdam, Pays-Bas
- Médaille de bronze en -51 kg en 2016 à Sofia, Bulgarie

### Jeux européens
- Médaille d'argent en -51 kg en 2015 à Bakou, Azerbaïdjan
- Médaille de bronze en -51 kg en 2019 à Minsk, Biélorussie

## Référence
1. ↑   (en) Résultats des Jeux européens 2015 (amateur-boxing.strefa.pl)